# Luciano Gauna
Luciano Silvestre Gauna (Buenos Aires, 24 febbraio 2001) è un giocatore di calcio a 5 argentino.

## Carriera

### Club
Gauna si è formato nel settore giovanile del Club Social Lynch, una modesta società di San Martín nella Provincia di Buenos Aires, con cui ha esordito, a sedici anni, in prima squadra. Nel 2019 ha debuttato nella Primera División argentina con il Pinocho, mettendosi in luce come uno dei giocatori rivelazione del campionato. Nell'agosto del 2020 si è trasferito agli spagnoli del Peñíscola.

### Nazionale
Già protagonista con la selezione Under-20, Gauna ha debuttato nella nazionale maggiore nel gennaio del 2020 durante un'amichevole contro il Cile. Quattro anni più tardi è tra i convocati dell'Albiceleste sia per la Copa América che per la Coppa del Mondo. In entrambi i tornei l'Argentina è stata sconfitta in finale dal Brasile.

## Palmarès
- Segunda División: 1
Peñíscola: 2022-2023